# Le Bossu (film, 1959)
Pour les articles homonymes, voir Le Bossu.
Pour plus de détails, voir Fiche technique et Distribution.
Le Bossu est un film français de cape et d'épée réalisé par André Hunebelle, sorti en 1959 en Allemagne et en Italie, en 1960 en France.
Il est adapté du roman feuilleton homonyme de Paul Féval (1857), dont il est la 7e version filmée hors théâtre (sur 10 connues), l'une des plus rediffusées à la télévision française. Le film met en scène le chevalier Henri de Lagardère, qui prend l’apparence d’un bossu hideux pour s’introduire dans l’intimité du prince Philippe de Gonzague, l'assassin de son ami le duc de Nevers, et rendre quinze ans plus tard tous ses droits d’héritière à la fille de celui-ci, Aurore de Nevers.

## Synopsis
1701 : sous le règne de Louis XIV, le prince Philippe de Gonzague annonce à son cousin, le duc Philippe de Nevers, qu’il doit épouser une nièce du roi pour satisfaire aux vœux de Sa Majesté : « Ce que le roi veut, Dieu le veut ». Nevers avoue alors à Gonzague qu’il est déjà marié depuis deux ans à Isabelle de Caylus. Mais, en raison de l’hostilité du vieux marquis de Caylus à l’égard de la maison de Nevers, cette union a été accomplie secrètement : « Ce que Dieu a uni, le roi ne peut le désunir ». Une petite fille, Aurore, est née depuis une année. Gonzague promet de l’aider en se rendant au château de Caylus. Mais Nevers ignore que son fourbe et ambitieux cousin a d'autres plans qui sont de s'approprier sa fortune pour renforcer sa position au sein de la cour. Et, pour ce faire, son objectif est de l'éliminer et de faire enlever Aurore, l'héritière de Nevers, pour que personne ne connaisse son existence.
Après lui avoir tendu un traquenard la nuit dans les fossés du château de Caylus, où Nevers venait faire ses adieux à sa femme et emporter avec lui son enfant en exil, Gonzague le visage caché par un masque l'assassine, lâchement dans son dos, avec la complicité de Peyrolles, son hypocrite chef de la sécurité. Le chevalier Henri de Lagardère, qui était venu prêter main-forte à Philippe de Nevers, ne peut empêcher son assassinat malgré son talent de courageux ferrailleur face aux douze spadassins de Peyrolles. Avant de voir l’assassin masqué, disparaître, Lagardère le blesse à la main pour le reconnaître et lui promet qu'un jour, il fera justice : « Si tu ne viens pas à Lagardère, Lagardère ira à toi ! ».
Revenu auprès du duc mourant, Lagardère lui fait serment de le venger et de prendre soin de la vie de son enfant, qu’il sauve à temps de l’enlèvement, avec la preuve de son identité : l’acte de baptême. Poursuivi par la police du roi, car Gonzague l'accuse du meurtre de Nevers, Lagardère doit s’enfuir. Devenu un hors la loi, Lagardère n'a d'autre choix que de se réfugier, avec son fidèle serviteur Passepoil, en Espagne afin de protéger Aurore, avant de la rétablir un jour dans tous ses droits d’héritière de Nevers. Cependant il part aussi avec dans sa mémoire le procédé de la célèbre « botte de Nevers » une technique secrète d’escrime que l'on dit imparable. De son côté, le prince de Gonzague, poursuivant son vil but, prend soin de gagner la confiance d’Isabelle de Caylus. Pour elle, il est prêt à sacrifier sa vie pour son bonheur et de tout faire pour lui retrouver sa fille. La traque de Lagardère ne se relâche jamais mais il reste imprenable. Cependant à Tolède, Lagardère trouve refuge chez un vieil ami, don Miguel, pour mettre Aurore sous sa protection afin de la garder loin des assassins de Gonzague.
1715 : le vieux roi Louis XIV meurt. En attendant la majorité du jeune roi Louis XV, c’est le duc Philippe d’Orléans, régent du royaume, qui dirige le pays. La cour s’ennuie à Versailles qu’elle déserte pour le Palais des Tuileries, à Paris. La mode est aux folies, résidences privées et secrètes où des fêtes les plus raffinées sont organisées, comme dans celle du prince de Gonzague. Le Trésor royal étant vide, la spéculation financière déclenchée par le système de Law bat son plein Rue Quincampoix, où les porteurs de billets et d’actions sont rois : « Acheter aujourd’hui pour revendre plus cher demain ! » Le Prince, qui a finalement épousé Isabelle de Caylus en lui mentant sans vergogne sur ses propres fréquentations illicites et en lui promettant en vain de retrouver sa fille, est devenu puissant. De son côté, à Tolède, Aurore est devenue une belle jeune fille se posant des questions sur la personnalité de Lagardère qu’elle aime secrètement. Ce dernier, pour la rassurer, lui apprend la vérité sur sa naissance. Le Régent désirant voir se terminer la douloureuse affaire de Nevers, accède à la demande de Gonzague de réunir prochainement un conseil de famille devant statuer sur la succession de Nevers. Ayant appris la nouvelle, Lagardère, après quinze années d'exil en Espagne, rentre à Paris afin de faire éclater la vérité et confondre Philippe de Gonzague.
1717 : à Paris, la cour de l’hôtel du Marais du prince de Gonzague est devenue une véritable maison de banque, et c’est là qu’apparaît un étrange et mystérieux bossu qui, prétendant que sa bosse porte bonheur à quiconque paie pour la toucher, parvient à amadouer Philippe de Gonzague qui lui détient la bosse des affaires. Réussissant à s'immiscer dans l'intimité du prince, le Bossu peut en même temps le surveiller et mener son enquête. La vengeance de Lagardère est en marche.
Devant le conseil de famille, réuni en présence du duc d’Orléans, Gonzague est désarçonné. Non seulement ses faux témoins qui devaient prouver la mort d'Aurore de Nevers, ont été enlevés mais il assiste à l’arrivée imprévue de son épouse qui annonce que sa fille Aurore sera bien présente au bal du Régent le soir même ; une lettre anonyme, envoyée en toute discrétion par le Bossu, l’ayant convaincue que sa fille était vivante. Le Bossu réussit à se faire inviter au bal sous le prétexte amusant de présenter à Gonzague, Aurore sa « fiancée ». Celle-ci, ignorant encore la véritable identité du bossu, est enlevée par Peyrolles.
Peu avant minuit, le Régent ouvre le bal avec madame de Caylus, confiante et inquiète à la fois de retrouver sa fille, Aurore. De son côté, le Bossu, après avoir suivi Peyrolles, l’avoir fait parler et marquer d’une profonde blessure mortelle entre les deux yeux, vient délivrer Aurore dans la maison privée de Gonzague. Aurore, d’abord effrayée par l’horrible personnage, finit par reconnaître Lagardère sous son déguisement. Là, en présence du Régent et d'Isabelle de Caylus, prévenus par Passepoil, Lagardère à visage découvert, « Chose promise chose due ! », et après avoir montré ses preuves, l’acte de baptême et la cicatrice sur la main du prince, s'engage avec ce dernier dans un duel acharné, selon le jugement de Dieu. D'une botte foudroyante, Lagardère tue l'assassin de Nevers et reçoit Aurore, en témoignage de reconnaissance, des mains de sa mère, tandis que le Régent le nomme comte de Lagardère.

## Fiche technique
- Titre original : Le Bossu
- Réalisation : André Hunebelle,
assisté de Bernard Toublanc-Michel, Yves Prigent, Sigmund Graa
- Scénario : Jean Halain, Pierre Foucaud, André Hunebelle,
d'après le roman éponyme de Paul Féval
- Décors : Georges Lévy assisté de Pierre Guffroy, Jacques Brizzio
- Costumes : Mireille Leydet, assistée de Paul Junker
  - exécutés par Marie Grontzeff
- Coiffeurs : Jean Lalaurette et Jules Chanteau
  - Perruques : Roger Chanteau
- Maquillage : Éliane et Alexandre Marcus
- Photographie : Marcel Grignon
- Son (monophonique) : René-Clément Forget et Jacques Lebreton
- Montage : Jean Feyte
- Musique : Jean Marion
- Bagarres réglées par Claude Carliez et son équipe
- Maître d'armes : André Gardère
- Coordination des effets spéciaux : Gérard Cogan
- Chorégraphie : Jean Guélis
- Production : André Hunebelle
- Direction de production : Paul Cadéac
- Sociétés de production : Production Artistique et Cinématographique, Globe Film International
- Société de distribution : Lux Compagnie Cinématographique de France
- Pays de production :  France,  Italie
- Langue originale : français
- Format : couleur (Eastmancolor) — 35 mm — 2.35:1 (Dyaliscope)
- Genre : aventures (de cape et d'épée)
- Durée : 105 minutes
- Dates de sorties :
  - 26 novembre 1959 en Allemagne de l'Ouest
  - 13 décembre 1959 en Italie
  - 13 janvier 1960 en France
(visa de contrôle cinématographique n° 21.840)
- Affiche : Gilbert Allard (France)

## Distribution
- Jean Marais : Henri de Lagardère, alias « le Bossu »
- Bourvil : Passepoil, le serviteur de Lagardère
- Sabina Selman (nom de scène pour ce film de Sabine Sesselmann) : Aurore de Nevers (VF : Gilberte Aubry)  et Isabelle de Caylus (VF : Jacqueline Porel)
- François Chaumette : Philippe de Gonzague
- Jean Le Poulain : M. de Peyrolles
- Hubert Noël : le duc Philippe de Nevers
- Paulette Dubost : dame Marthe
- Alexandre Rignault : l'aubergiste
- Georges Douking : le marquis de Caylus
- Edmond Beauchamp : don Miguel
- Paul Cambo : Philippe d'Orléans, le Régent
- Annie Anderson : Arthémise (une invitée du prince de Gonzague)
- Barbara Cruz
- Rosita Fernández (en) : Flor
- Juliette Vilno
- Jean Rougerie (crédité Bernard Rougerie) : un spadassin
- Jacques Herrieu
- Raoul Billerey (crédité Raoul Bilrey) : un capitaine de gens d'armes
- Claude Carliez : un spadassin
- Guy Delorme : un spadassin
- Pâquerette : vieille gitane
- Edmond Tamiz : le fils du couple gitan
- Alain Nobis : l'huissier du conseil de famille
- Arnaulis : vieux gitan (non crédité)
- Jacques Préboist : un spadassin (non crédité)
- Françoise Deldick : une servante d'auberge (non créditée)
- Bernard Dhéran : voix du narrateur (non crédité)
- Jean-Michel Rouzière : un gentilhomme (non crédité)
- Philippe March : un gentilhomme (non crédité)
- Henri Coutet : un juge du conseil de famille (non crédité)
- Christian Brocard : un vendeur de poules (non crédité)
- Antoine Baud : un spadassin (non crédité)
- Dominique Zardi
- Guillaume Julia : un berger (voir plus bas)

## Production

### Tournage
Le tournage a eu lieu du 19 mai au 28 juillet 1959 dans les Franstudio(s) de Saint-Maurice (aujourd'hui dans le département francilien du Val-de-Marne créé vers 1964). 
Un certain nombre de scènes ont été tournées au château de Pierrefonds, dans l'Oise, représentant le château de Caylus où réside Isabelle de Caylus et dans les fossés duquel Gonzague assassine Nevers d’un coup d’épée dans le dos.
Plusieurs scènes ont été tournées dans les Pyrénées-Orientales en juin 1959, notamment :
- la scène des quatre spadassins envoyés en Espagne pour liquider Lagardère et la fille du duc de Nevers a été tournée au pont du Diable à Céret ;
- la scène du marché, ainsi que celles censées se dérouler à Ségovie, ont été tournées dans la ville fortifiée de Villefranche-de-Conflent.
- Dans la scène du marché, lorsqu’Aurore et Passepoil aperçoivent le bossu, une figurante arborant une paire de lunettes de soleil passe devant la caméra

D'autres lieux apparaissent dans le film : Arles-sur-Tech, Vernet-les-Bains, et Saint-Laurent-de-Cerdans dont le maire de l'époque Guillaume Julia joue lui-même un petit rôle de berger.

### Interprétation du bossu
Plus encore que les scènes virevoltantes et autres cascades, c’est l’incroyable composition du personnage du Bossu qui impressionna le public et inspira ces mots à Jean Cocteau : « Une bosse, une barbe, une chevelure hirsute, voilà un masque facile à peindre pour confondre les traits. Mais Jean Marais refuse la facilité. Un autre visage, un vrai visage horrible, voilà ce qu'il arrache du sien au risque de ternir la jeunesse et la grâce qu'il dissimule ». 
Fort de ses souvenirs de jeunesse avec les exemples de sa propre mère et de ses expériences passées de maquillage, au cinéma en 1947 dans La Belle et la Bête et au théâtre en 1957 dans César et Cléopâtre, Jean Marais avait des idées bien précises pour le personnage du bossu :  « J’ai trouvé tout seul les idées du masque et de la redingote de ce Bossu dans la peau duquel se glisse Lagardère. Jusqu’alors, les acteurs qui avaient tenu le rôle, pour donner le change, se dissimulaient sous une opulente perruque bouclée. Moi, je me suis inspiré d’un tableau peint du XVIIIe siècle représentant un vieil homme au crâne dégarni. Il avait très fière allure. J’ai donc voulu que Le Bossu que j’avais à interpréter lui ressemblât et qu’il fût chauve. Et j’ai dessiné moi-même les croquis  de ma silhouette et les esquisses de mon maquillage qui ne nécessitaient pas moins de trois heures de préparation ».
Une fois les consignes de l’acteur transmises, intervinrent Gérard Cognan pour confectionner le visage du bossu et Alexandre Marcus pour le maquillage. Chaque jour, l'acteur devait subir trois heures de maquillage, ce qui lui rappelait les corvées quotidiennes de "La Belle et la bête". C’est une transformation qui le rendit méconnaissable. Faux nez de travers, front haut, crâne dénudé à l’exception de quelques cheveux épars, son visage était hideux. Il changea sa voix qui devint à la fois chevrotante et nasillarde. Il cacha ses dents avec ses lèvres, afin de paraître les gencives nues et travailla sa démarche qu’il fit sautillante, à petits pas vifs avec son déhanchement, dans son habit noir. 
Marais n'accepta le rôle de Lagardère qu'à la condition qu'il puisse exécuter en personne les exploits écrits dans le scénario. « Je ne voulais en aucun cas être doublé, à la fois par respect pour le public et pour une certaine idée de moi-même ». Il était d'autant plus attaché à réaliser lui-même les cascades, qu'il avait appris que son idole de jeunesse, Pearl White, était, elle, entièrement doublée.

### Accueil
Lorsque le film sortit, en 1959, il connut un incomparable triomphe, tous publics confondus, avec près de six millions de spectateurs, classé à la 2e place du box-office France 1960, avec 5,84 millions de spectateurs, juste derrière l'Américain Ben Hur.
Dans le quotidien Le Monde du 19 janvier 1960, on peut lire ceci : « André Hunebelle a animé avec esprit et bonne humeur ce monde de convention, puéril, poétique et brouillon. Il n’a pas cherché midi à quatorze heures, courant au plus pressé, évitant les temps morts, prenant soin de ne laisser dans l’ombre aucun effet dramatique ou comique. On sait quand on va rire, on sait quand on va pleurer, c’est divinement reposant » .
Le cinéma de cape et d’épée qui était alors, à la fin des années cinquante, un genre tombé un peu en désuétude, reprit vigueur après le succès du Bossu durant les années soixante.